# Журавлёвы
Журавлёвы — русские дворянские роды.

## Род Данилы Журавлёва
Происходит от лейб-кампанца Данилы Журавлёва, утверждённого в дворянстве указом императрицы Елизаветы Петровны за участие в дворцовом перевороте 1741 года.
Данила Степанович Журавлёв происходил из крестьян Белозерского уезда. В 1723 году вступил в воинскую службу в Архангелогородский пехотный полк, в 1730 году переведён в гвардию, по состоянию на 1741 год — гренадёр лейб-гвардии Преображенского полка. 17 декабря 1741 года зачислен в Лейб-компанию и произведён в сержанты. С 19 октября 1745 года — прапорщик, с 25 ноября 1746 года — адъютант. В 1762 году после роспуска Лейб-кампании ушёл в отставку генерал-поручиком с пенсионным жалованием. Грамотен, женат, под арестом не был. Умер не позже 1765 года.
В 1742 году, почти одновременно с возведением в дворянство, пожаловано ему в Каширском уезде село Тешилово (Спас-Тешилово) с деревнями, где насчитывалось 543 мужских души. Его силами в селе была построена усадьба и деревянный храм во имя Преображения Господня.
Д. С. Журавлёв, очевидно, не оставил наследников мужского пола и на нём род пресёкся. Его имение в Тешилово унаследовал Герасим Тихонович Крашенинников, которому в 1765 году было позволено принять двойную фамилию Крашенинников-Журавлёв, степень родства между ними не ясна.

### Описание герба
Щит разделён перпендикулярно на две части, в правой в чёрном поле между тремя серебряными звёздами находится золотое стропило, с означенными на нём тремя горящими гранатами. В левой части в красном поле стоящий золотой журавль, крылья распростёртые имеющий.
Щит увенчан дворянским шлемом, на котором наложена Лейб-Компании Гренадерская шапка со страусовыми перьями красного и белого цвета, и по сторонам этой шапки видны два чёрные орлиные крыла с тремя на каждом серебряными звёздами. Намёт на щите красного и чёрного цвета, подложен серебром и золотом.

## Другие роды Журавлёвых
Также существовали дворянские роды Журавлёвых другого происхождения:
- потомство тайного советника Ивана Фёдоровича Журавлёва (1775—1842), диплом на потомственное дворянство выдан в 1827 году[1].
- вдова потомственного почётного гражданина Варвара Иванова Журавлева с сыновьями, утверждены в дворянстве в 1891 году[2].
- потомство Степана Осиповича Журавлёва (родился в 1787 в селе Куцеволовка, Екатеринославской губернии). Определением Екатеринославского дворянского собрания 14 июля 1836 года отец и сыновья Журавлевы внесены во 2-ю часть родословной книги дворянства Екатеринославской губернии, по обер-офицерскому чину отца[3]. Из этого рода происходит генерал-майор Никита Степанович Журавлёв.

Роды Журавлёвых включены в дворянские родословных книги ряда губерний, в частности Тульской (род Д.С. Журавлёва), Московской, Санкт-Петербургской, Екатеринославской (род С.О. Журавлёва).